# Alexandra Pavelková
Alexandra Pavelková (* 25. srpna 1966 ve Zvolenu) je slovenskou spisovatelkou fantasy, filmovou i knižní recenzentkou a pravidelnou navštěvovatelkou fantasy conů.

## Ocenění
A. Pavelková za svoji literární činnost obdržela několik ocenění:
- 1991 Cenu Karla Čapka – ocenění její povídky v kategorii Krátká povídka
- 1995 Cena Gustáva Reussa – finálové umístění
- 1996 Cena Gustáva Reussa – finálové umístění
- 1997 O nejlepší fantasy – byla pasována na rytíře Řádu Fantasy
  - Cena Gustáva Reussa – finálové umístění
- 1998 Trosky: Nejlepší přítel člověka – 1. cena,Cena Gustáva Reussa - finálové umístění
- 1999 Cena Akademie SF/F a H – nominace v kategorii Nejlepší původní česká a slovenská povídka
  - Cena Akademie SF/F a H – Mlok v kategorii Nejlepší slovenská kniha
  - Cena mesta Revúcej – cena čtenářů
  - Cena Gustáva Reussa – 3. místo
  - Cena Gustáva Reussa – finálové umístění
- 2000 Cena Gustáva Reussa – 1. místo,
  - Cena fanoušků SF/F a H – Istron v kategorii Nejlepší slovenská povídka
  - Cena fanoušků SF/F a H – Istron v kategorii Nejlepší slovenská kniha
  - Povídka 2000 – finálové umístění
- 2001 Cena fanoušků SF/F a H – Istron v kategorii Nejlepší slovenská kniha
  - Cena Gustáva Reussa – finálové umístění
- 2002 Cena fanoušků SF/F a H – Istron v kategorii Nejlepší slovenská kniha
  - European Science Fiction Society – The Encouragement Award - cena nadějnému slovenskému autorovi
  - Cena časopisu Literárna revue za 2. místo v anketě o nejlepší slovenskou knihu roku 2001
  - Cena Akademie SF/F a H – nominace v kategorii Nejlepší neangloamerický překlad
- 2003 Cena fanoušků SF/F a H – Istron v kategorii Nejlepší slovenská kniha
  - Cena Karla Čapka – vítězství v kategorii dlouhá povídka
  - O nejlepší fantasy – pasovaná na rytíře
  - Cena Akademie SF/F a H – Mlok v kategorii Nejlepší slovenská kniha
- 2004 Vítězství v povídkové soutěži Raketa
  - Cena fanoušků SF/F a H – Istron v kategorii Původní povídka
  - Cena fanoušků SF/F a H – Istron v kategorii Nejlepší kniha slovenského autora"
  - Cena Akademie SF/F a H – Mlok v kategorii Nejlepší slovenská kniha

## Dílo
- Seznam děl v Souborném katalogu ČR, jejichž autorem nebo tématem je Alexandra Pavelková

### Prokletá přísaha
- Pohádka o štěstí
- Trvalé riziko
- Jantarová kapka
- Trochu se pochopit
- Jezdci z Kamence
- S mořskými si nezačínej

### Zlomená přísaha
- Dům bolesti
- Kousek stínu
- Dračí cesty
- Malé a Velké hříchy
- Paví pero

- Písek ve větru, (Piesok vo vetre)
- Míšenci, (Miešanci)
- Míšenci II. -Klášter, (Miešanci II.-Kláštor)
- Míšenci III. -Břemeno, (Miešanci III.-Bremeno)

### Povídky
- Loď na západ
- Desítka
- Jízda za králem
- Malý most k srdci planet
- Soukromá záležitost
- Javorníkův den
- Tisíc podob lásky